# Marizy-Sainte-Geneviève
Marizy-Sainte-Geneviève är en kommun i departementet Aisne i regionen Hauts-de-France i norra Frankrike. Kommunen ligger  i kantonen Neuilly-Saint-Front som ligger i arrondissementet Château-Thierry. År 2022 hade Marizy-Sainte-Geneviève 127 invånare.

## Befolkningsutveckling
Antalet invånare i kommunen Marizy-Sainte-Geneviève
Referens: INSEE